# Yusuf al-Barm al-Thakafi
Yússuf al-Barm ath-Thaqafí o Yússuf ibn Ibrahim ath-Thaqafí fou un mawla de Thaqif que es va revoltar contra els abbàssides al Khorasan oriental. Les fonts en general atribueixen a aquesta rebel·lió un caràcter religiós (kharigita), però sembla que realment la raó fou política, dirigida contra el poder arbitrari del califa al-Mahdi i dels seus governadors. Segons al-Ghardizí, el centre de la revolta fou al nord de l'Afganistan. Vers el 776, durant el govern de Humayd ibn Qutayba at-Taí (768-776) i Abu-Awn Abd-al-Màlik ibn Yazid (776-777), Badghis, Marw al-Rudh, Talakan de Guzgan i Guzgan estaven en mans de Yússuf al-Barm. La seva revolta fou reprimida pel general Yazid ibn Mazyad. Yússuf fou fet presoner i enviat a Bagdad, on fou crucificat.
Un net seu es va revoltar breument durant el califat d'al-Mamun.